# Самота (Милош Базовски)
„Самота“ (на словашки: Samota) е картина от чехословашкия художник Милош Базовски от 1957 г.
Картината е нарисувана с маслени бои върху платно и е с размери 54,3 x 84,5 cm. Милош Базовски е един от най-ярките творци на словашката модерна живопис и сред най-известните творци в съвременното словашко изобразително изкуство. Неговата основна концепция за рисуване е анти романтична. В периода на догматизъм в изобразителното изкуство на Чехословакия след края на Втората световна война, успява да запази автентичността на творчеството си. Тази картина е типичен представител на творчеството на Базовски, в което изобразява типична фолклорна сцена чрез традиционната словашка къща.
Картината е част от колекцията на Националната галерия в Братислава, Словакия.